# Mabinlin 2
Mabinlin 2 ist ein Protein aus der chinesischen Pflanze Capparis masaikai (Mabinlang), das einen Süßgeschmack auf der Zunge von Menschen erzeugt.

## Eigenschaften
Mabinlin 2 gehört, wie auch seine Homologe Mabinlin 1, Mabinlin 3 und Mabinlin 4, zu den 2S-Speicherproteinen von Mabinlang. Es besitzt vier Disulfidbrücken und ist thermostabil. Unter den Mabinlinen besitzt Mabinlin 2 die höchste Thermostabilität. Nach der Translation wird es posttranslational durch Proteolyse in zwei Teile gespalten, Kette A (Position 36–68) und Kette B (Position 83–154). An den Positionen 36 und 83 befindet sich eine Pyrrolidoncarbonsäure.
Homologe von Mabinlin 2

Kette A

M-1: EPLCRRQFQQ HQHLRACQRY IRRRAQRGGL VD

M-2: QLWRCQRQFL QHQRLRACQR FIHRRAQFGG QPD 

M-3: EPLCRRQFQQ HQHLRACQRY LRRRAQRGGL AD 

M-4: EPLCRRQFQQ HQHLRACQRY LRRRAQRG 

Kette B

M-1: EQRGPALRLC CNQLRQVNKP CVCPVLRQAA HQQLYQGQIE GPRQVRQLFR AARNLPNICK IPAVGRCQFT RW

M-2: QPRRPALRQC CNQLRQVDRP CVCPVLRQAA QQVLQRQIIQ GPQQLRRLFD AARNLPNICN IPNIGACPFR AW

M-3: EQRGPALRLC CNQLRQVNKP CVCPVLRQAA HQQLYQGQIE GPRQVRRLFR AARNLPNICK IPAVGRCQFT RW

M-4: EQRGPALRLC CNQLRQVNKP CVCPVLRQAA HQQLYQGQIE GPRQVRRLFR AARNLPNICK IPAVGRCQFT RW

Aminosäuresequenzen nach UniProt.